# Nannophlebia arethusa
Nannophlebia arethusa is een libellensoort uit de familie van de korenbouten (Libellulidae), onderorde echte libellen (Anisoptera).
De wetenschappelijke naam Nannophlebia arethusa is voor het eerst geldig gepubliceerd in 1948 door Lieftinck.